# Girlamatic
Girlamatic est un ancien site de bande dessinée en ligne anglophone lancé par Joey Manley (en) et Lea Hernandez (en) en mars 2003. Il s'agissait d'un spin-off du site Modern Tales. Girlamatic a disparu en 2013, en même temps que les autres sites de Manley.

## Webcomics

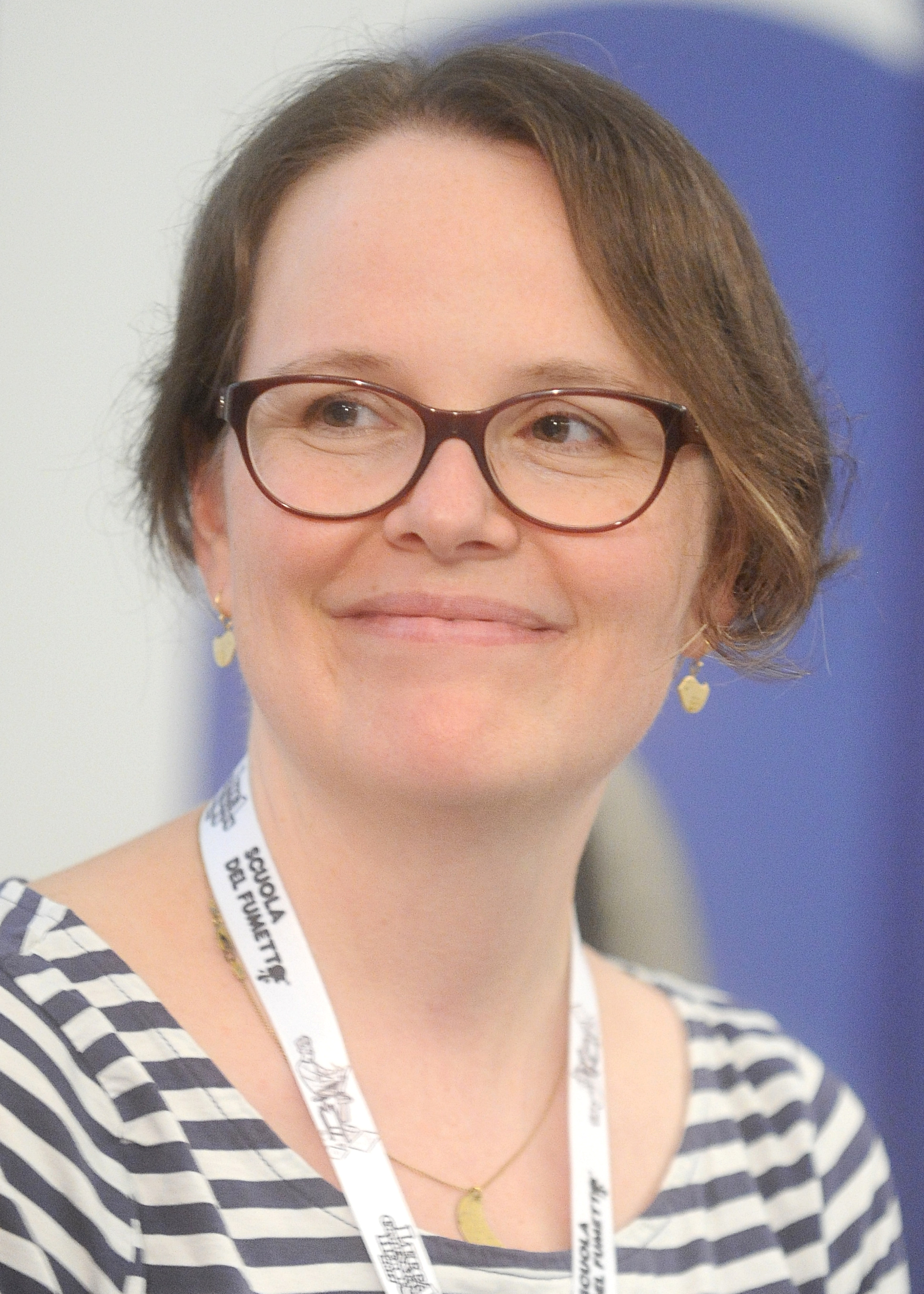
Raina Telgemeier a publié 2 de ses comics sur le site,.